# Диего Лопес III де Аро
Диего Лопес III де Аро (? — 4 октября 1254, Баньос-де-Риоха) — крупный кастильский магнат, 7-й сеньор Бискайи (1236—1254). Сын Лопе Диаса II де Аро, сеньора Бискайи и знаменосца короля, и Урраки Альфонсо де Леон. Занимал должность главного знаменосца королей Фердинанда III и Альфонсо X (1237—1241, 1243—1254).
Внук короля Леона Альфонсо IX. Он был известен как эль де Баньос-де-Риоха за то, что скончался в этом городе.

## Семейное происхождение
Старший сын Лопе Диаса II де Аро (ок. 1170—1236), сеньора Бискайи (1214—1236), и Урраки Альфонсо де Леон. По отцовской линии он был внуком Диего Лопеса II де Аро, сеньора Бискайи и знаменосца короля, и Марии Манрике де Лары. По материнской линии он был внуком короля Леона Альфонсо IX и его любовницы Инес Иньигес де Мендоса.

## Биография
В первые годы он верно служил своему дяде и королю Фердинанду III Кастильскому, который не подтвердил за ним его владения, которыми он правил, отобрав у него Ла-Риоху, но оставив за ним Старую Кастилию. Диего Лопес де аро не выполнил королевское решение, восстав против короля несколько раз, впоследствии получив его прощение.
Во время правления Фердинанда III Диего Лопес де Аро принял участие в завоевании Мурсии и Андалусии, за что был вознагражден щедро королем. В период с начала сентября 1237 до середины октября 1241 года он занимал должность знаменосца короля, получив этот пост от своего отца. В 1241 году должность главного знаменосца была передана инфанту Альфонсо Кастильскому, будущему королю Альфонсо X.
Однако, когда Альфонсо X Кастильский в 1252 году вступил на королевский престол, Диего Лопес III был смещен от власти, хотя он продолжал носить должность знаменосца короля до 1254 года, когда был лишен этого поста из-за Нуньо Гонсалеса де Лары, главы дома Лара и традиционного врага сеньором Бискайи. Будучи недовольным королем Кастилии, Диего Лопес де Аро искал поддержки у других недовольных, таких как инфант Энрике Кастильский «Сенатор», который был братом Альфонсо X. В августе 1254 года Диего Лопес де аро покинул королевство Кастилия и уехал в соседнее королевство Арагон. 8 августа того же года в наваррском городке Эстелья он подписал соглашение с королем Арагонским Хайме I, по которому оба были обязаны «помогать друг другу» против кастильского монарха.
Диего Лопес III де Аро скончался 4 октября 1254 года в Баньос-де-Риоха, в результате несчастного случая. Он был погиб в ванне, наполненной кипятком, где планировал вылечить свой ревматизм. Он был похоронен в монастыре Санта-Мария-ла-Реаль в Нахере, где ранее были похоронены его отец и члены семьи.

## Брак и потомство
Диего Лопес де Аро был женат на Констанции Беарнской (? — после 1277), дочери виконта Гильома II Беарнского и его жены Гарсенды Прованской. У супругов родилось пятеро детей:
- Лопе Диас III де Аро (ок. 1245—1288), сеньор Бискайи. Он унаследовал поместье Бискайи после смерти своего отца и женился на Хуане Альфонсо де Молина, которая была сводной сестрой королевы Марии де Молина.
- Диего Лопес V де Аро (ок. 1250—1310), сеньор Бискайи. Он захватил сеньорию и женился в 1282 году на Инфанте Виоланте Кастильской, дочери Альфонсо X Кастильского и королевы Виоланте Арагонской. Скончался в январе 1310 года во время осады Альхесираса и был похоронен вместе со своей женой в монастыре Сан-Франциско в Бургосе.
- Уррака Диас де Аро. Её мужем был Фернандо Родригес де Кастро, сеньора де Сигалес и Куэльяр, сын Родриго Фернандеса де Кастро, виконта де Кабрера и сеньоре де Сигалес, и его жене Леоноры Гонсалес де Лара.
- Тереза Диас де Аро, жена Хуана Нуньеса I де Лара, сеньора дома Лара, сына Нуньо Гонсалеса де Лара Эль Буэно
- Санча Диас де Аро.